# Sütçüler, Kemalpaşa
Sütçüler là một xã thuộc huyện Kemalpaşa, tỉnh İzmir, Thổ Nhĩ Kỳ. Dân số thời điểm năm 2010 là 3.218 người.